# Rasga Coração (filme)
Rasga Coração é um filme brasileiro de 2018 do gênero drama. Baseado na peça teatral homônima, do dramaturgo Oduvaldo Vianna Filho, o filme é dirigido por Jorge Furtado e estrelado por Marco Ricca, Drica Moraes e Chay Suede, numa trama pautada no conflito de gerações entre pai e filho. No Brasil, foi distribuído pela Sony Pictures.

## Sinopse
Manguari Pistolão (Marco Ricca), um militante anônimo, que depois de quarenta anos lutando por aquilo que ele considera revolucionário, vê seu filho Luca (Chay Suede) acusá-lo de ser conservador, antiquado, anacrônico. Em meio a uma crise financeira e sofrendo com as dores de uma artrite crônica, e num crescente conflito com o filho, Manguari relembra seu passado e se vê repetindo as mesmas atitudes de seu autoritário pai. Mesclando vários fragmentos de momentos da vida de Manguari, o filme ilumina quarenta anos da vida política brasileira a partir de uma relação entre pai e filho. 

## Elenco
- Marco Ricca como Manguari
  - João Pedro Zappa como Manguari (jovem)
- Drica Moraes como Nena
  - Duda Meneghetti como Nena (jovem)
- Chay Suede como Luca
- Luisa Arraes como Mil
- George Sauma como Lorde Bundinha
- Kiko Mascarenhas como Castro Cott
  - Fabio Enriquez como Castro Cott (jovem)
- Nelson Diniz como 666
- Anderson Vieira como Camargo Velho
- Cinândrea Guterres como Talita

## Produção
Em uma coprodução da Globo Filmes com a Casa de Cinema de Porto Alegre, as filmagens do filme começaram em 8 de novembro de 2017, em Porto Alegre. O término das gravações se deu na primeira quinzena de dezembro de 2017.

## Lançamento
O filme teve première na 42ª Mostra Internacional de Cinema de São Paulo e foi exibido no Festival do Rio, na mostra Première Brasil. Foi lançando nos cinemas brasileiros em 6 de dezembro de 2018.

## Recepção

### Críticas dos especialistas
O filme teve uma morna recepção da crítica especializada, dividindo opiniões. Neusa Barbosa, do Cineweb, deu ao filme 4.5/5 estrelas: "Furtado assinala estas trajetórias com afeto e humor tipicamente brasileiros. Por mais que sejam universais tantas questões desta poderosa história, a maneira como se desenrolam obedece ao modo como o País lida com todas elas."
Do O Globo, André Miranda ressaltou: "Rasga Coração segue bem a obra de Jorge Furtado, um diretor que busca um cinema ao mesmo tempo popular e cheio de elementos que ajudam a pensar o Brasil." Avaliando o filme com 4 de 5 estrelas. Marcelo Müller, do Papo de Cinema também avaliou o filme com 4 de 5 estrelas, dizendo: "A forma como o passado atravessa o agora é tão eficiente e expressiva que condiciona a compreensão do cenário, tanto o social quanto o afetivo, sendo imprescindível à complexidade da concepção desse retrato tenro e multifacetado."
Já Carlos Alberto Mattos, do site Caramatto, deu ao filme 3 estrelas de 5: "A exposição muito explícita das argumentações às vezes soa didática, evidenciando talvez um envelhecimento do texto, que na época precisava aproveitar a oportunidade para ser o mais claro possível." Da redação Folha de S.Paulo, o filme foi avaliado com apenas 2 de 5 estrelas: "Os personagens (com a possível exceção de Luca, o filho do casal) são excessivamente unidimensionais para sustentar o protagonismo num filme de longa metragem. […] “Rasga Coração” não é de modo algum nulo, muitas das virtudes habituais de Furtado estão lá. Mas é um tanto frustrante."

### Prêmios e indicações
| Ano  | Prêmio                              | Categoria                | Nomeações                                         | Resultado |
| ---- | ----------------------------------- | ------------------------ | ------------------------------------------------- | --------- |
| 2019 | Grande Prêmio do Cinema Brasileiro  | Melhor Roteiro Adaptado  | Jorge Furtado, Ana Luiza Azevedo e Vicente Moreno | Indicado  |
| 2019 | Grande Prêmio do Cinema Brasileiro  | Melhor Trilha Sonora     | Mauricio Nader                                    | Indicado  |
| 2019 | Prêmio Guarani de Cinema Brasileiro | Melhor Ator              | Marco Ricca                                       | Indicado  |
| 2019 | Prêmio Guarani de Cinema Brasileiro | Melhor Atriz Coadjuvante | Drica Moraes                                      | Indicado  |
| 2019 | Prêmio Guarani de Cinema Brasileiro | Melhor Roteiro Adaptado  | Jorge Furtado, Ana Luiza Azevedo e Vicente Moreno | Indicado  |

## Ligações Externas
- Rasga Coração. no IMDb.